# Giovanni Niccolò Tanari
Giovanni Niccolò Tanari, também chamada Tanara (Bolonha, 12 de maio de 1795 – Nice, 3 de dezembro de 1853) foi um clérigo católico italiano e patriarca titular latino de Antioquia.

## Biografia
Giovanni Niccolò Tanari foi ordenado sacerdote em 20 de setembro de 1817 e nomeado em 21 de maio de 1827, pelo Papa Leão XII, como Bispo de Faenza.
Recebeu a ordenação episcopal em 24 de junho de 1827, pelo Cardeal Carlo Oppizzoni, Arcebispo de Bolonha; os principais co-consagradores foram Antonio Maria Cadolini, B., Bispo de Cesena, e Filippo de Angelis, Bispo Titular de Leuce.
Tanari resignou em 2 de julho de 1832 e na mesma data foi nomeado arcebispo titular de Nicósia. No mesmo ano, em 17 de dezembro, o Papa Gregório XVI o nomeou para a sé metropolitana de Urbino. Governou a arquidiocese até 24 de novembro de 1845, quando foi promovido ao Patriarca Titular de Antioquia, título que ocupou até sua morte.

## Sucessão apostólica
Tanari foi o principal co-consagrador de:
- Giuseppe Cardeal Cosenza (1832);
- Bispo Francesco Iavarone (1832);
- Arcebispo Gennaro Pellino (1832);
- Arcebispo Giovanni Francesco Cometti Rossi (1844);
- Patriarca Giuseppe Valerga (1847);
- Cardeal Innocenzo Ferrieri (1847).